# 麦克纳里 (路易斯安那州)
麦克纳里（英語：McNary），是美国路易斯安那州下属的一座村镇。根据2010年美国人口普查，该市有人口211人。建置上，属于“village”。